# RaiPlay
RaiPlay è una piattaforma italiana di video on demand e streaming, di proprietà della Rai.

## Storia

### Rai Click TV
Inizialmente, i contenuti multimediali della Rai per il web erano gestiti dalla società controllata RaiNet, la quale, oltre a occuparsi di Rai.it, nel 2005 implementò anche il nuovo sito Rai Click TV, un portale in cui potevano essere visionati gratuitamente, ma senza possibilità di download, buona parte dei programmi televisivi prodotti interamente o parzialmente dalla Rai. Per guardarli era necessario aver già installato sul proprio computer l'applicazione Windows Media Player 10 per la riproduzione dei file.
I programmi erano organizzati per categorie e sottocategorie e non erano inediti, bensì già trasmessi almeno una volta su un canale televisivo della Rai. Riproducendo i file disponibili, talvolta compariva in sovrimpressione il logo dell'emittente televisiva Rai che aveva trasmesso il programma o il solo logo aziendale Rai. Venivano fornite anche brevi recensioni dei programmi disponibili.
Nel sito era facoltativo l'utilizzo del sistema RSS per essere aggiornati in tempo reale su tutte le novità. Nel corso del 2007 e del 2008 questo sito coesisteva con il sito "Rai.tv".
Rai Click TV è stato attivo fino al dicembre 2008, quando è stato definitivamente sostituito da Rai.tv.

### Rai.tv
Il 9 gennaio 2007 esordisce Rai.tv, anch'esso realizzato dall'azienda RaiNet. Il nuovo sito permette di vedere e ascoltare gratuitamente molti programmi prodotti interamente o parzialmente dalla Rai e di seguire, al netto del copyright su alcuni programmi e delle restrizioni su alcuni eventi sportivi, le dirette dei canali. Sono pubblicati anche contenuti inediti come video-interviste, extra, speciali e blog, ed è attivo anche un servizio di podcasting. Fino al gennaio 2009, per riprodurre i file viene utilizzata l'applicazione Windows Media Player 11, mentre dal febbraio 2009 il sito comincia a utilizzare Silverlight per lo streaming video e i podcast dei canali radiofonici, questi ultimi ascoltabili anche tramite RealPlayer.
A partire dal 2007 parecchi video cominciano a essere disponibili anche su YouTube tramite il canale ufficiale Rai, ma nel 2014 l'azienda pubblica decide di non rinnovare la collaborazione con il sito, eliminando così buona parte dei contenuti (circa 150 000 video) pubblicati durante i nove anni di collaborazione; la perdita economica subita in seguito a questa decisione, sulla quale successivamente c'è un ripensamento, è stata stimata in un milione e mezzo di euro.
Nel 2014, l'azienda RaiNet viene messa in liquidazione, e il sito Rai.tv passa sotto il controllo diretto della Rai.

### RaiPlay
Il 12 settembre 2016 Rai.tv diventa RaiPlay, con veste grafica e funzioni rinnovate, senza però integrare le dirette e i programmi dei canali radiofonici, che sono poi resi disponibili in seguito su RaiPlay Radio, attivato dal dicembre 2017. Dal 20 dicembre 2016 è disponibile per Smart TV.
Per accedere ad alcuni contenuti on demand su RaiPlay è necessario registrarsi gratuitamente. Inizialmente l'accesso è obbligatorio solo via app, mentre dal 21 agosto 2017 lo è anche tramite browser.
Il 1º giugno 2017, in occasione dell'esordio della seconda stagione di Non uccidere, esordisce RaiPlay Anteprima, servizio che consente la visione in esclusiva di una parte o di tutti gli episodi delle nuove stagioni di serie autoprodotte dalla Rai o acquistate da terzi prima della distribuzione sui canali TV. Nel dicembre dello stesso anno viene lanciato anche RaiPlay Radio, il portale online dei programmi radiofonici della Rai.
Il portale è presente anche sui principali social media (Facebook, Twitter, Instagram). RaiPlay è accessibile anche da dispositivi mobili tramite l'app disponibile gratuitamente sui principali store digitali come Microsoft Store, Google Play e App Store. L'app permette di vedere le dirette dei canali e i programmi dei giorni precedenti su smartphone, tablet, Smart TV o tramite Chromecast. La pubblicità commerciale sul sito viene gestita da Rai Pubblicità.
Il 3 marzo 2019, in occasione della prima visione della serie Il nome della rosa, viene introdotto un nuovo player per la riproduzione dei contenuti, che presenta tra le novità la possibilità di mandare avanti o indietro di 10 secondi il video che si sta visualizzando, di sceglierne la qualità di visione, la velocità, di inserire sottotitoli, navigare tra le tracce audio (se disponibili) e, tramite la funzione Restart, di far ripartire da capo la visione di un programma durante la diretta streaming.
Il 30 ottobre 2019, in occasione del debutto di Viva RaiPlay!, prima produzione originale della piattaforma, il portale viene rinnovato; viene introdotta quindi una nuova interfaccia per l'app e per il sito, ispirata ad altre piattaforme streaming come Netflix, e per l'occasione il catalogo è ampliato anche con contenuti in esclusiva. Il 13 novembre 2019 la diretta della prima puntata di Viva RaiPlay! totalizzò 850 000 visualizzazioni, record per la piattaforma.
Il 14 dicembre 2019 esordisce su RaiPlay Liberi tutti, prima serie Rai in esclusiva per la piattaforma, mentre dal 22 è reso disponibile Superquark+.
Durante il Festival di Sanremo 2020 la piattaforma trasmette in esclusiva L'altro Festival, condotto da Nicola Savino con la partecipazione di Valerio Lundini, i Gemelli di Guidonia e Myss Keta.
In occasione della giornata internazionale della donna, venne trasmessa dall'8 marzo 2020 la serie animata televisiva francese per ragazze e ragazzi Indomite (Culottées).
Dal 24 marzo al 22 aprile sono resi disponibili in esclusiva 11 documentari della serie Interdependence, per celebrare il 50º anniversario (1970-2020) della Giornata mondiale della terra, promossa dalle Nazioni Unite, girati da registi di tutto il mondo come Faouzi Bensaïdi, Ása Hjörleifsdóttir, Salomé Lamas, Bettina Oberli, Shahrbanoo Sadat, Mahamat-Saleh Haroun, Leon Wang, Nila Madhab Panda, Daniela Thomas, Silvio Soldini, Karin Williams.
Dal 6 aprile 2020 viene trasmesso, dal lunedì al venerdì alle 14:00 per 15 episodi della durata di cinque minuti ciascuno, Tanto non uscivo lo stesso, produzione originale per la piattaforma realizzata e condotta dal gruppo comico The Jackal. Dal 24 aprile 2020 diviene disponibile il docu-trip di Jovanotti Non voglio cambiare pianeta, un viaggio in bicicletta tra Cile e Argentina effettuato tra gennaio e febbraio 2020, per la regia di Michele Maikid Lugaresi e musiche originali dello stesso cantante. Il 1º maggio seguente esordisce in esclusiva La mia jungla, serie in 10 puntate di Giovanni Scifoni, che vince poi il premio Prix Italia 2020 come migliore web fiction dell'anno. Sono disponibili sulla piattaforma in esclusiva anche: Storie di un'altra estate di Diodato, Stalk, Lo straordinario mondo di Zoey, Pure, Beforeigners, Allevi in the jungle (anche con uno speciale natalizio), Ossi di seppia, Foodie Love, Mental e Ligabue - È andata così con Luciano Ligabue.
In occasione del campionato europeo di calcio 2020, RaiPlay ha attivato lo streaming in 4K sui dispositivi abilitati.
Dall'8 dicembre 2021 viene trasmesso ogni mercoledì Il giovane Old, late show condotto da Nicola Savino. Dal 16 dicembre successivo, RaiPlay sbarca su Google TV.
A partire dall'11 agosto 2022 RaiPlay sbarca anche su Sky Q. Direttamente on-line la serie di 8 puntate da 25 minuti l'una, ambientata a Torino, dal titolo 5 minuti prima, è diffusa sul portale dal 6 ottobre dello stesso anno: un teen dramedy diretto da Duccio Chiarini, prodotta da Panamafilm in collaborazione con Rai Fiction. 
Il 7 novembre 2022 parte su RaiPlay Aspettando Viva Rai2!, nuovo programma di Fiorello in vista del lancio di Viva Rai2! previsto per il 5 dicembre appunto sulla seconda rete nazionale.
Il 1º febbraio 2023 vengono pubblicati sei episodi della terza stagione della serie Mare fuori, totalmente inediti e con il logo di RaiPlay in sovrimpressione; nella stessa data sono state riaggiunte le prime due stagioni della serie, già presenti in passato e poi eliminate dal catalogo, nel frattempo diffuse su Netflix. Con questa nuova aggiunta, la piattaforma RaiPlay ottiene il suo record di accessi. Il 13 febbraio vengono poi pubblicati i rimanenti sei episodi inediti, segnando un ulteriore consenso di pubblico.

## Eventi sportivi
In caso di più eventi sportivi in contemporanea tra quelli di cui detiene i diritti, la Rai attiva sulla piattaforma una serie di canali in streaming (identificati come RaiPlay Sport e talvolta solo come RaiPlay) per garantire la trasmissione di tali eventi, qualora essi non trovino spazio su Rai Sport e sui canali generalisti per esigenze di palinsesto.

## Programmi in prima visione
- Viva RaiPlay!
- Touch. Impronta Digitale
- Confusi
- Clan - Scegli il tuo destino
- Shake
- 5 minuti prima
- Into the Dark – prima visione italiana
- Rumors – prima visione italiana
- Nudes
- Corpo di ballo - L'avventura di Giselle alla Scala
- Passeggeri notturni
- Liberi tutti
- I topi
- Non uccidere – seconda stagione
- Bangla - La serie
- La linea verticale
- 140 secondi
- Vivere non è un gioco da ragazzi
- Nella mente di narciso

## Loghi

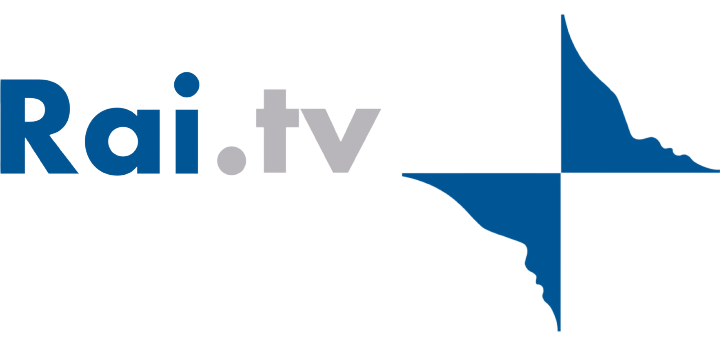
9 gennaio 2007-2009
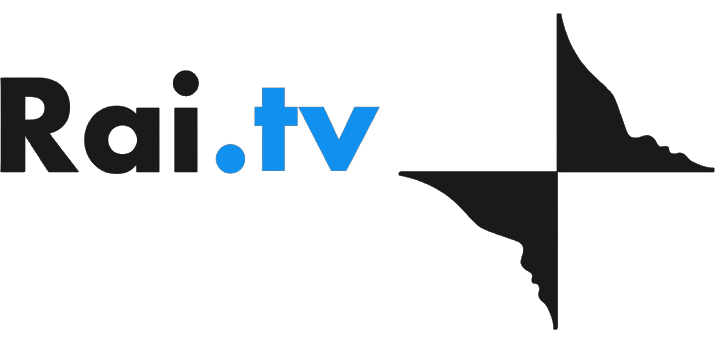
2009-2010
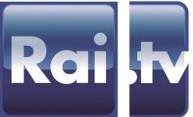
18 maggio 2010-2012
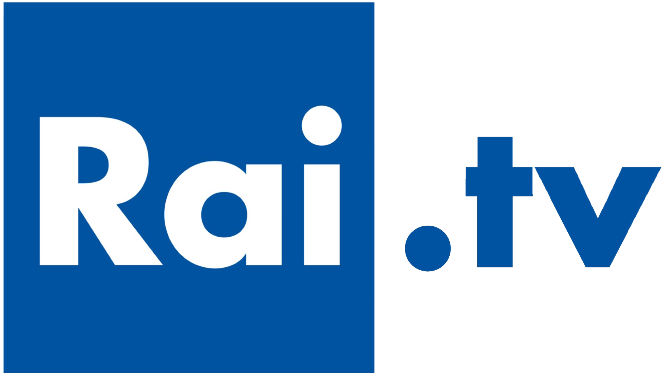
2012-2016
12 settembre 2016 - 6 dicembre 2023
In uso dal 7 dicembre 2023